# Danmarks ambassade i Rabat
Danmarks ambassade i Rabat er Danmarks officielle repræsentation i Marokko.
Ambassaden blev genåbnet i januar 2008 af udenrigsminister Per Stig Møller som led i Danmarks bestræbelser på at styrke de diplomatiske og økonomiske forbindelser med Marokko.
Ambassadens hovedopgaver omfatter at fremme politisk dialog, støtte danske virksomheder på det marokkanske marked og yde konsulær bistand til danske borgere i Marokko. Derudover arbejder ambassaden for at styrke samarbejdet inden for områder som handel, kultur og uddannelse samt at understøtte bæredygtig udvikling og økonomisk vækst i Marokko.
Ambassaden i Rabat er også ansvarlig for Danmarks relationer til Mauretanien og Senegal. Dette regionale fokus sikrer en koordineret indsats og effektivitet i de bilaterale relationer mellem Danmark og disse vestafrikanske lande.

## Historie
Danmark etablerede diplomatiske forbindelser med Marokko i 1957. Den danske ambassade i Rabat blev åbnet kort tid derefter for at styrke relationerne mellem de to lande. Af budgetmæssige årsager blev ambassaden lukket i 1999, men beslutningen om genåbning blev truffet i 2006, og ambassaden blev officielt genåbnet i januar 2008. Siden da har Danmark og Marokko arbejdet på at styrke deres bilaterale relationer og handel.